# Semiautonomní organela
Semiautonomní organely jsou buněčné organely s vlastní genetickou informací, a to ve formě DNA prokaryotního uspořádání (DNA v kruhovém uspořádání a v plazmidech), u nichž se předpokládá, že vznikly na základě symbiózy mezi předkem eukaryotických organismů a organismy prokaryotickými.
Jde tedy vlastně o prokaryoty, které ztratily schopnost samostatně žít a staly se nedílnou součástí eukaryotické buňky. Rozlišujeme mitochondrie, které mají svůj původ v bakteriích a hrají nepostradatelnou úlohu při buněčném dýchání, a plastidy, jejichž předchůdcem jsou zelené sinice (případně výjimečně zelené řasy) a které mohou hrát rozličné úlohy, přičemž nejčastější jsou provozovna fotosyntézy a přechovávání barviv či zásobních látek.
Semiautonomními jsou nazývány, protože jejich existence již není možná mimo prostředí buňky s jejíž signálními drahami interagují a jimiž jsou usměrňovány, ale zachovaly si ještě velkou část původní genetické informace, jejíž realizace je pro existenci a funkci této organely stále nezbytná. Semiautonomní organely nalezneme pouze u eukaryot a jejich získání představuje základní krok v evoluci od prokaryot k eukaryotám.

## Obecné vlastnosti
- Vlastní DNA prokaryotického typu a jsou tedy nositelkami mimojaderné dědičnosti. DNA mitochondrií a plastidů však již dávno neobsahuje jejich původní kompletní genetickou informaci. Spousta původně mitochondriálních či plastidových genů se postupem času přemístila do jádra a naopak některé geny se přemístily z jádra do mitochondrie. Spolu s vysokou specializací semiautonomních organel to je nejzásadnější důvod, proč ztratily schopnost samostatně žít.
- Jsou od zbytku buňky odděleny dvojitou cytoplazmatickou membránou. (Výjimkou mohou být některé plastidy s trojitou membránou, u kterých se předpokládá, že mohly vzniknou jakousi „symbiózou na druhou“, když jako symbiont posloužil nikoli prokaryotický organismus, ale eukaryot, který už měl vlastního symbionta). Každá membrána je tvořena tzv. lipidovou dvouvrstvou, jde tedy o dvojici takovýchto již „dvojitých“ membrán (předpokládá se, že vnitřní membrána z dvojice představuje původní cytoplasmatickou membránu pohlcené bakterie a vnější membrána představuje původní cytoplasmatickou membránu hostitelské buňky, která obklopila pronikající bakterii při endocytóze - průniku bakterie dovnitř host. buňky). Obě membrány mají částečně odlišné vlastnosti, ať v již zastoupení membránových proteinů, zastoupení odlišných lipidů a často také odlišnou hodnotou gradientu redoxního potenciálu.
- Rozmnožují se dělením podobně jako bakterie.
- Mají souvislost s energetickým metabolismem buňky.

## Zástupci

1 - interní membrána,
2 - externí membrána,
3 - mezimembránový prostor,
4 - matrix

- Mitochondrie je zdrojem velké většiny buněčného ATP a představuje tak základní zdroj energie eukaryotické buňky. V mitochondriích probíhá oxidativní fosforylace – velmi efektivní způsob získávání energie štěpením cukrů až na oxid uhličitý a vodu. Vnitřní membrána je místem vlastní oxidace a je všelijak zprohýbaná v kristy a tvoří tak oddělené prostory (kompartmenty) pro různé chemické reakce a zároveň tím zvětšuje svou reakční plochu. Vnitřní prostor se nazývá matrix. 
  Mitochondrie jsou přítomné v buňkách téměř všech eukaryotních organismů. 
  Stejnou funkci jako mitochondrie plní u některých eukaryot hydrogenozomy, mající i obdobné strukturní součásti, nicméně nemají DNA. Předpokládá se, že se vyvinuly z mitochondrií.

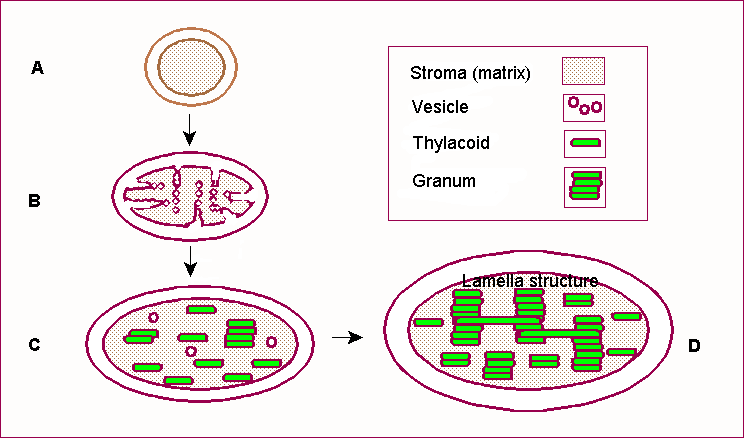
vývoj chloroplastu (anglicky)
A-B - proplastid
C-D - chloroplast

- Plastidy, stejně jako mitochondrie mají dvojvrstvou membránu a vlastní DNA. Předpokládá se, že pravděpodobně vznikly z endosymbiotických sinic[1]. Sinice jsou eubakterie schopné schopné využít energie světla v procesu fotosyntézy, symbiózou a pozdějším přisvojením si sinic tak eukaryotní buňky mohly získat schopnost vlastní fotosyntézy a mohli se orientovat na zásadně odlišnou strategii získávání energie a následně i odlišnou životní strategii.   
 Plastidy se vyskytují u organismů náležejících do skupiny Archaeplastida (tedy rostliny v širším slova smyslu), která obsahuje tři linie fotosyntetizujících eukaryot: glaukofyty, červené řasy, zelené řasy a ze zelených řas vyvinuvší se rostliny (Plantae sensu stricto). Na základě bioinformatického rozboru plastidové DNA se usuzuje, že plastidy obsažené v jakémkoliv z eukaryotních organismů (mimo rostlin jsou plastidy přítomné také v buňkách všech typů řas) jsou jednoho původu.[1]. Mimo výše zmíněných linií však existují ještě některé řasy, jejichž plastidy vznikly sekundární endosymbiózou (Rhizaria, Excavata). Hostitelská buňka v tomto případě pohltila jednobuněčnou řasu již i s plastidem[2], tyto plastidy pak mohou mít tři i čtyři membrány.
U zelených řas se v buňce vyskytuje jen jediný plastid, u vyšších rostlin počet plastidů na buňku není vázaný, dělí se nezávisle na buněčném dělení a bývá jich v jediné buňce mnoho. Plastidy prodělávají po rozdělení různý vývoj a můžeme je proto dále dělit na:
  - Chloroplasty – Jsou plastidy s plně vyvinutým fotosyntetickým aparátem, představují jedinou strukturu eukaryotní buňky, v níž může fotosyntéza probíhat, jsou zelené, dávají barvu celé rostlině.
  - Proplastidy – Dosud nedozrálé plastidy,
  - Chromoplasty – Obsahují nechlorofylová barviva, mají různé barvy, obvykle ochranou funkci a také zabarvují rostlinu (např. podzimní listí).
  - Leukoplasty – Mají zásobní funkci, obsahují především škrob.

- Nitroplasty jsou řídce se vyskytující (popsány zatím jen u kokolitky Braarudosphaera bigelowii) specifické organely pro fixaci molekulárního dusíku. Vyvinuly se endosymbiózou sinice.[3][4][5][6]